# Maltesische Badmintonmeisterschaft 2007
Die Maltesische Badmintonmeisterschaft 2007 fand Anfang Mai 2007 in Cospicua und Msida statt. Der vollständige Titel des Wettbewerbs war 36th Eurosport National Championships. Hauptsponsor der Veranstaltung war Eurosport.

## Austragungsorte
- St. Martin’s College, Swatar, Msida
- Cottonera Sports Complex, Cospicua

## Finalergebnisse
| Disziplin    | Sieger                          | Finalist                        | Ergebnis     |
| ------------ | ------------------------------- | ------------------------------- | ------------ |
| Herreneinzel | Stefan Salomone                 | Robert Salomone                 | 21:15, 21:10 |
| Dameneinzel  | Joanne Cassar                   | Rachel Attard                   | 21:12, 21:18 |
| Herrendoppel | Stefan Salomone Robert Salomone | Martin Camilleri Patrick Cassar | 21:9, 21:5   |
| Damendoppel  | Catherine Dimech Joanne Cassar  | Maria Borg Fiorella Farrugia    | 21:11, 21:16 |
| Mixed        | Kenneth Vella Catherine Dimech  | David Cole Joanne Cassar        | 21:16, 21:17 |